# Daniel Betti
Daniel Betti (* 19. Mai 1978 in Foligno, Italien) ist ein ehemaliger italienischer Boxer und Teilnehmer der Olympischen Spiele 2004 im Schwergewicht.

## Karriere
Daniel Betti nahm im Februar 2004 an den Europameisterschaften in Pula teil, wo er im Viertelfinale gegen Vedran Đipalo ausschied.
Im April 2004 qualifizierte er sich beim europäischen Olympia-Qualifikationsturnier in Warschau durch Siege gegen Vitalijus Subačius, Pavel Polakovič, Kubrat Pulew und Vitaliy Mikheyenko für die Olympischen Spiele 2004 in Athen. Dort schied er im Achtelfinale gegen Wiktar Sujeu aus.